# Ридли (Калифорнија)
Ридли (енгл. Reedley) град је у америчкој савезној држави Калифорнија. По попису становништва из 2010. у њему је живело 24.194 становника.

## Демографија
Према попису становништва из 2010. у граду је живело 24.194 становника, што је 3.438 (16,6%) становника више него 2000. године.
| Група             | 2000.          | 2010.          |
| Белци             | 5.453 (26,3%)  | 4.604 (19,0%)  |
| Афроамериканци    | 89 (0,4%)      | 169 (0,7%)     |
| Азијати           | 906 (4,4%)     | 797 (3,3%)     |
| Хиспаноамериканци | 14.028 (67,6%) | 18.455 (76,3%) |
| Укупно            | 20.756         | 24.194         |